# توطئه‌آمیز: قسمت ۲
توطئه‌آمیز: قسمت ۲ (به انگلیسی: Insidious: Chapter 2) یک فیلم ترسناک فراطبیعی آمریکایی به کارگردانی جیمز ون و نویسندگی لی ونل است، که به عنوان دومین قسمت از سری فیلم‌های توطئه‌آمیز به‌شمار می‌رود و دنباله‌ای بر قسمت نخست است. ستاره‌های فیلم پاتریک ویلسون و رز بیرن به عنوان نقش‌های جاش و رنای لامبرت، زن و شوهری که به دنبال کشف راز خانه‌شان هستند. توطئه‌آمیز: قسمت ۲ در تاریخ ۱۳ سپتامبر ۲۰۱۳ اکران شد. پیش‌درآمدی بر این فیلم، با عنوان توطئه‌آمیز: فصل ۳ در ۵ ژوئن ۲۰۱۵ عرضه شده‌است.

## داستان
در سال ۱۹۸۶، کارل از دوست خود الیز رنیئر (لین شی) می‌خواهد که به پسر‌ لورن لامبرت (جاش) کمک کند. بیست و پنج سال بعد تاکر و دوستش پس از مرگ الیز فیلم هیپنوتیزم کودکی جاش را پیدا می‌کنند و متوجه حضور جاش در پشت سر کودکی جاش می‌شوند. همسر جاش (رنای) پس از مرگ الیز، توسط یک کاراگاه پلیس تحت بازجویی قرار می‌گیرد. جاش در سر خود صدای زنی را که از او می‌خواهد که خانوادهٔ خود را به منظور زنده ماندن بکشد می‌شنود. روز بعد، لورن یک زن در لباس سفید را در اتاق نشیمن می‌بیند. پس از گریه‌های نوزاد دختر او، کالی، رنای با زن مواجه می‌شود و پس از حملهٔ او بیهوش می‌شود.
تاکر، از کارل می‌خواهد با استفاده از تاس واژه‌ها با روح الیز تماس بگیرند. از طریق تاس، الیز به آن‌ها می‌گوید برای پیدا کردن پاسخ به بیمارستان «بانوی ما از فرشتگان (مریم مقدس)»-که اکنون متروکه است-بروند، پس از رفتن به بیمارستان، لورن داستان یک بیمار به نام پارکر، که تلاش داشت خود را اخته کند را بازگو می‌کند. در خانه پارکر، آن‌ها یک اتاق مخفی با پانزده جسد در لباس‌های سفید عروسی همراه با یک روزنامه در مورد قتل‌های زنجیره‌ای عروس سیاه پوش که آن‌ها را کشته پیدا می‌کنند. بعد از آن کارل متوجه می‌شود که این الیز نبوده که از طریق تاس‌ها با آن‌ها صحبت می‌کرده، بلکه آن زن سفید پوش (مادر پارکر) بوده‌است.
لورن به پیش رنای می‌آید و از او می‌خواهد که بچه‌ها را از جاش دوری کنند. کارل همراه با همکاران الیز به خانه جاش می‌روند که او را بیهوش کرده و با جاش واقعی ارتباط برقرار کنند کارل به بهانه صحبت کردن در مورد مرگ الیز با جاش به خانه می‌رود اما جاش (پارکر که در جسم جاش می‌باشد) متوجه او می‌شود و به بهانه آوردن آب برای کارل به آشپزخانه می‌رود، اما هنگامی که برمی گردد در پشت خود چیزی را پنهان می‌کنند کارل وحشت زده از جاش می‌پرسد که چه چیزی را در پشت خود پنهان کرده‌است و جاش از کارل می‌خواهد که از تاس واژه‌ها کمک بگیرد، کارل متوجه می‌شود که جاش چاقو در پشتش پنهان کرده، جاش به کارل حمله می‌کنند و همکاران الیز که در ماشینی صدای آن‌ها را می‌شنوند برای کمک به خانه می‌آیند، اما جاش هر سه آن‌ها را زمین گیر می‌کند. کارل نیمه جان بر زمین می‌افتد و به دنیای مردگان می‌رود و با جاش واقعی روبرو می‌شود.
اما در دنیای واقعی، جاش (پارکر کرین) می‌خواهد مادرش، رنای و بچه‌ها را بکشد. کارل و جاش، الیز را پیدا می‌کنند و در دنیای مردگان به خانه کودکی پارکر می‌روند و در آنجا مادر پارکر (زن سفید پوش) را می‌بینند و متوجه می‌شوند که در واقع این مادر پارکر بود که پارکر را مجبور به انجام قتل‌ها می‌کرده‌است. سپس جاش آن زن را شکست می‌دهد و کارل که هنوز نمرده همراه با او به دنیا بازمی‌گردند.

## بازیگران
- پاتریک ویلسون به عنوان جاش لامبرت/پارکر کرین
  - گرت رایان در نقش جاش جوان
- رز بیرن در نقش رنای لامبرت
- لین شی در نقش الیز رنیئر
  - لیندسی سیم در نقش الیز جوان
- تای سیمپکینز در نقش دالتون لمبرت
- استیو کارل در نقش کولتر
- هنک هریس در نقش کارل جوان
- باربارا هرشی در نقش لورن لمبرت
  - جاسلین داناهیو در نقش جوان لورن
- لی ونل در نقش اسپکس
- آنگوس سمپسون در نقش تاکر
- اندرو آستور در نقش فاستر لمبرت
- دانیل بیسوتی در نقش میشل کرین/زن سفید پوش
- تام فیتزپاتریک در نقش پارکر/عروس سیاه پوش